# Atletiek op de Paralympische Zomerspelen 2024 - Verspringen vrouwen T47
Het verspringen voor vrouwen klasse T47 op de Paralympische Zomerspelen 2024 vond plaats op 6 september in het Stade de France. Deze klasse is voor atletes met een enkele amputatie onder de elleboog of pols of een vergelijkbare handicap, met een normale functie in beide benen. Dit is een gecombineerde klasse met T46. Titelverdedigster was Anna Grimaldi uit Nieuw Zeeland, zij werd in 2024 opgevolgd door Kiara Rodriguez uit Ecuador, de Hongaarse Petra Luteran behaalde het zilver en Bjørk Nørremark uit Denemarken won de bronzen medaille.

## Records
Voorafgaand aan het toernooi waren dit het wereldrecord en het Paralympisch record.
| Wereldrecord        | Ecuador Kiara Rodriguez     | 6.23 | Parijs | 16 Jul 2023      |
| Paralympisch record | Nieuw-Zeeland Anna Grimaldi | 5.76 | Tokio  | 3 september 2021 |

## Uitslag
| Rang   | Atleet                          | Atleet | Kl. | #1   | #2   | #3   | #4   | #5   | #6   | Resultaat | Bijz. |
| ------ | ------------------------------- | ------ | --- | ---- | ---- | ---- | ---- | ---- | ---- | --------- | ----- |
| Goud   | Kiara Rodriguez                 | ECU    | T46 | 6.05 | x    | 5.93 | x    | 5.86 | 2.76 | 6.05      | PR    |
| Zilver | Petra Luteran                   | HUN    | T47 | 5.63 | 5.53 | 5.81 | 5.62 | 5.66 | 5.85 | 5.85      | PB    |
| Brons  | Bjørk Nørremark                 | DEN    | T47 | 5.57 | 5.23 | 5.45 | 5.05 | 5.18 | 5.76 | 5.76      | PB    |
| 4      | Anna Grimaldi                   | NZL    | T47 | x    | 5.65 | 4.03 | 5.75 | 5.74 | x    | 5.75      |       |
| 5      | Paola del Valle Garcia Ramos    | VEN    | T46 | 5.36 | 5.56 | 5.40 | 5.27 | x    | x    | 5.56      | PB    |
| 6      | Taleah Williams                 | USA    | T47 | 5.28 | 5.30 | 5.33 | 5.07 | x    | 5.28 | 5.33      |       |
| 7      | Angelina Lanza                  | FRA    | T46 | 5.12 | x    | 5.09 | x    | 5.20 | 5.10 | 5.20      |       |
| 8      | Hechavarria Ferrer Felippa Isis | CUB    | T46 | 4.58 | x    | 5.15 | x    | x    | 4.64 | 5.15      |       |
| 9      | Janani Wickramasingha           | SRI    | T47 | x    | x    | 4.96 |      |      |      | 4.96      |       |
| 10     | Isabel Ibañez                   | ARG    | T47 | 4.42 | x    | 4.95 |      |      |      | 4.95      |       |
| 11     | Jule Ross                       | GER    | T46 | 4.70 | 4.84 | 4.83 |      |      |      | 4.84      |       |